# Årets Fynske Jazzmusiker
Årets Fynske Jazz Musiker er en pris, som bliver tildelt hvert år i Odense på Fyn til en musiker, som har gjort sig særlig bemærket det pågældende år.
Der bliver typisk afholdt en koncert på Dexter, et koncertsted der ligger i Odense midtby. 
Koncerten bliver som regel afviklet sidst i januar med deltagelse af Tiptoe Bigband. Der holdes en tale af formanden for Fynsk Jazzmusikerforening Niels Christian Resting om prismodtageren, hvorefter der bliver overrakt en check på 5.000 kr.
Derefter sidder prismodtageren ind med Tiptoe Bigband på et enkelt nummer. Traditionen tro er det så prismodtageren for det gældende år, der er med til at vælge i samarbejde med Jazzforeningen, hvem næste års Fynske Jazz Musiker vil blive.
Dette besluttes ofte først i januar 2 – 3 uger før koncerten. Uddelingen har fundet sted siden begyndelsen af 1980'erne.
Prismodtagere:
1983: Poul Valdemar H. Pedersen, trompet
1984: Knud Schwaner, trombone
1985: Lars Kjær, altsax
1986: Ove Larsen, trompet
1987: Ulrik Spang-Hanssen, piano
1988: Erik Hansen, bas
1989: Ove Rex, trommer
1990: Finn Henriksen, tenor-, alt- og sopransax
1991: Morten Øberg, alt- og sopransax
1992: Vini Kjærsgaard, vokal
1993: Jørgen Ehlers, guitar
1994: Dennis Drud, trommer
1995: Nicky Bendix, piano
1996: Guy Moscoso, tenorsax
1997: Hans Mydtskov, tenorsax
1998: Anders Medin, tenorsax
1999: Chano Olskær, trommer
2000: Martin Spure, bas
2001: Christoffer Møller, piano
2002: Morten Nordal, guitar
2003: Kasper Tagel, bas
2004: Anders Senderovitz, trommer 
2005: Allin Bang, piano
2006: Niels Ryde, el-bas
2007: Mads la Cour Langelund, trompet
2008: Andreas Lang, bas
2009: Simon Krebs, guitar
2010: Richard Andersson, bas
2011: Lars Vissing, trompet
2012: Thomasz Drabrowski, Trompet
2013: Anders Mogensen, Trommer
2014: Torben Sminge, Trompet
2015: Marek Konarski, Tenorsaxofon
2016: Andreas Bøttiger, Tenorsaxofon
2017: Rasmus Harder Henriksen, Trombone
2018: Henrik Sørensen, Piano
2019: Micheal Salling, Piano
2020: Heine Hansen, Piano
2021: Jeppe Gram, Trommer